# Hilding Slätis

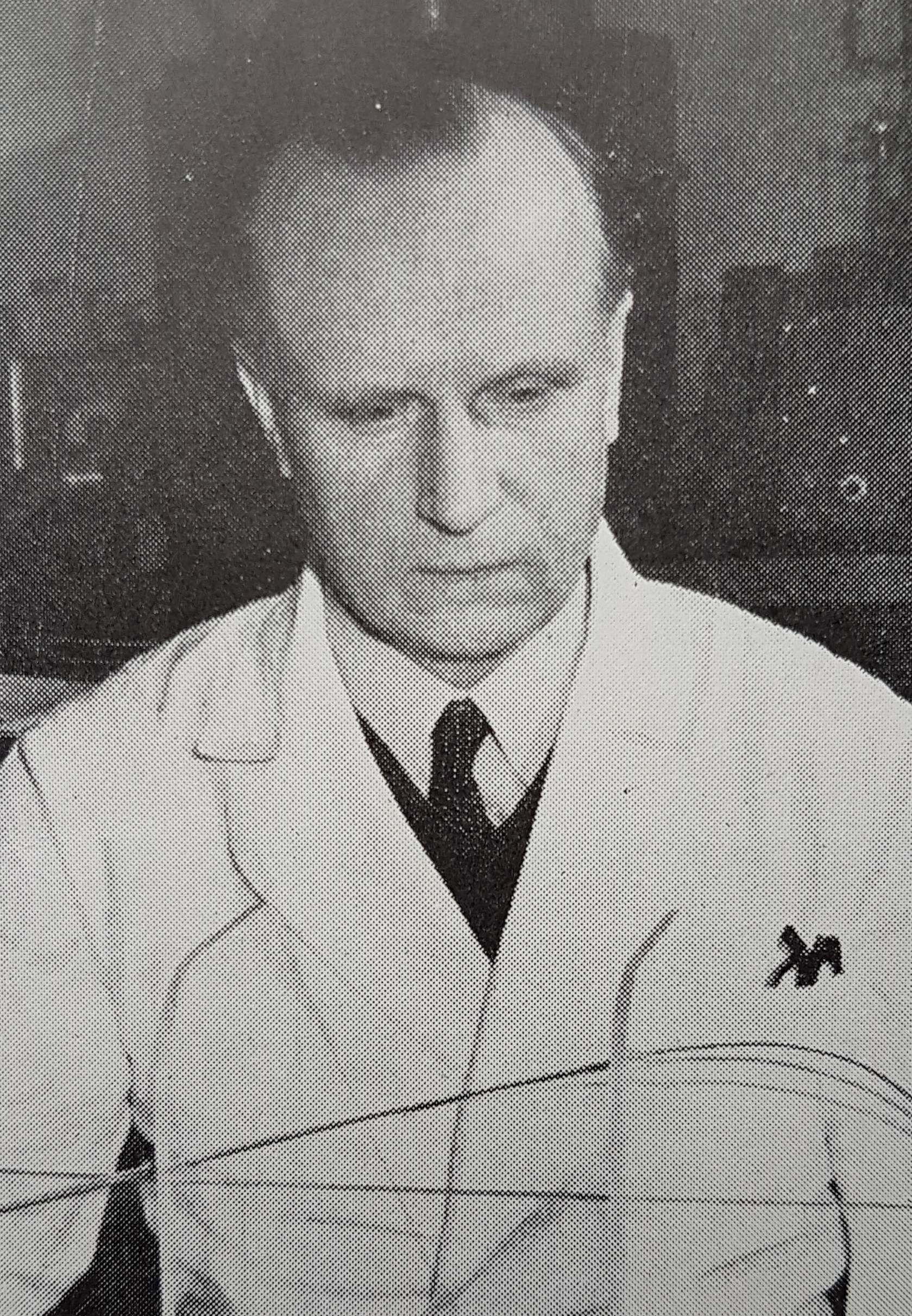
Hilding Slätis

Sören Hilding Eugén Slätis, född 12 februari 1902 i Korsholm, Vasa län, Finland, död 26 november 1975 i Täby i Stockholm, Sverige, var en finsk-svensk professor i kärnfysik.
Hilding Slätis var professor i fysik vid Åbo Akademi 1946–1948 och blev 1948 laborator vid Vetenskapsakademiens forskningsinstitut för experimentell fysik. Från 1964 var han verksam vid forskningsinstitutet för atomfysik.